# 比森特·亚涅斯·平松
比森特·亚涅斯·平松（西班牙語：Vicente Yáñez Pinzón，1462年—1514年），西班牙航海家、探险家和征服者，也是平松兄弟中最年轻的一个。在克里斯托弗·哥伦布的美洲大发现旅程中，他和兄长马丁·阿隆索·平松分别担任了尼尼亚号和平塔号的船长，陪同哥伦布发现了新大陆。